# Момчило Джокич
Мо́мчило Джо́кич (серб. Момчило Ђокић / Momčilo Đokić, нар. 27 лютого 1911, Куршумлія  — пом. 21 квітня 1983, Біла Црква) — югославський футболіст, що грав на позиції півзахисника. Відомий виступами за клуб «Югославія», а також національну збірну Югославії. Півфіналіст чемпіонату світу 1930 року.

## Клубна кар'єра
Є вихованцем футбольного клубу «Югославія». З 1928 року грав за дорослу команду. Срібний призер чемпіонату Югославії 1930 і 1934-35 років, а також бронзовий призер 1932-33 і 1938-39 років.
У 1936 році став володарем кубка Югославії. «Югославія» у фіналі двічі перемогла «Граджянскі» 2:1 і 4:0. У 1939 році виграв ще одне кубкове змагання, що носило назву Зимовий кубок. У фіналі «Югославія» переграла клуб Славія (Сараєво) 5:1, 0:0, але Джокич у вирішальних матчах не грав, лише на ранніх стадіях змагань.
Загалом у складі «Югославії» зіграв 272 матчі.
Працював тренером в командах «Раднички», «Бор», «Тимок» (Заєчар).

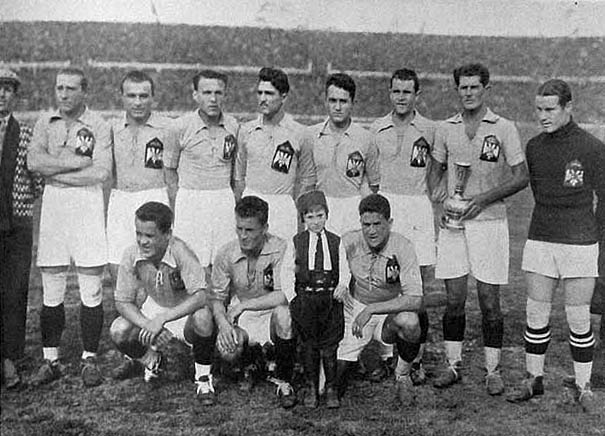
Збірна Югославії під час ЧС-1930 в Уругваї
Стоять: Михайлович, Стефанович, Джокич, Вуядинович, Арсеньєвич, Секулич, Івкович,
Якшич. Сидять: Тирнанич, Мар'янович, Бек

| Дата       | Місто        | Господарі      | Результат | Гості     | Турнір                  | Голи | Примітки |
| ---------- | ------------ | -------------- | --------- | --------- | ----------------------- | ---- | -------- |
| 13.04.1930 | Белград      | Югославія      | 6 – 1     | Болгарія  | товариський матч        | -    |          |
| 04.05.1930 | Белград      | Югославія      | 2 – 1     | Румунія   | Кубок короля Олександра | -    |          |
| 14.07.1930 | Монтевідео   | Бразилія       | 1 – 2     | Югославія | Чемпіонат світу – група | -    |          |
| 17.07.1930 | Монтевідео   | Болівія        | 0 – 4     | Югославія | Чемпіонат світу – група | -    |          |
| 27.07.1930 | Монтевідео   | Уругвай        | 6 – 1     | Югославія | Чемпіонат світу – 1/2   | -    |          |
| 03.08.1930 | Буенос-Айрес | Аргентина      | 3 – 1     | Югославія | товариський матч        | -    |          |
| 15.03.1931 | Белград      | Югославія      | 4 – 1     | Греція    | Балканський кубок       | -    |          |
| 19.04.1931 | Белград      | Югославія      | 1 – 0     | Болгарія  | Балканський кубок       | -    |          |
| 21.05.1931 | Белград      | Югославія      | 3 – 2     | Угорщина  | товариський матч        | -    |          |
| 28.06.1931 | Загреб       | Югославія      | 2 – 4     | Румунія   | Балканський кубок       | -    |          |
| 10.09.1933 | Варшава      | Польща         | 4 – 3     | Югославія | товариський матч        | -    |          |
| 02.09.1934 | Прага        | Чехословаччина | 3 – 1     | Югославія | товариський матч        | -    | 68'      |
| 13.12.1936 | Париж        | Франція        | 1 – 0     | Югославія | товариський матч        | -    |          |
| Усього     |              | Матчів         | 13        |           | Голів                   | 0    |          |

## Трофеї і досягнення
- Срібний призер чемпіонату Югославії: 1930, 1934-35
- Бронзовий призер чемпіонату Югославії: 1932-33, 1938-39
- Володар кубка Югославії: 1936, 1938-39
- Півфіналіст чемпіонату світу: 1930
- Срібний призер Балканського кубку: 1929-31